# National Road 74

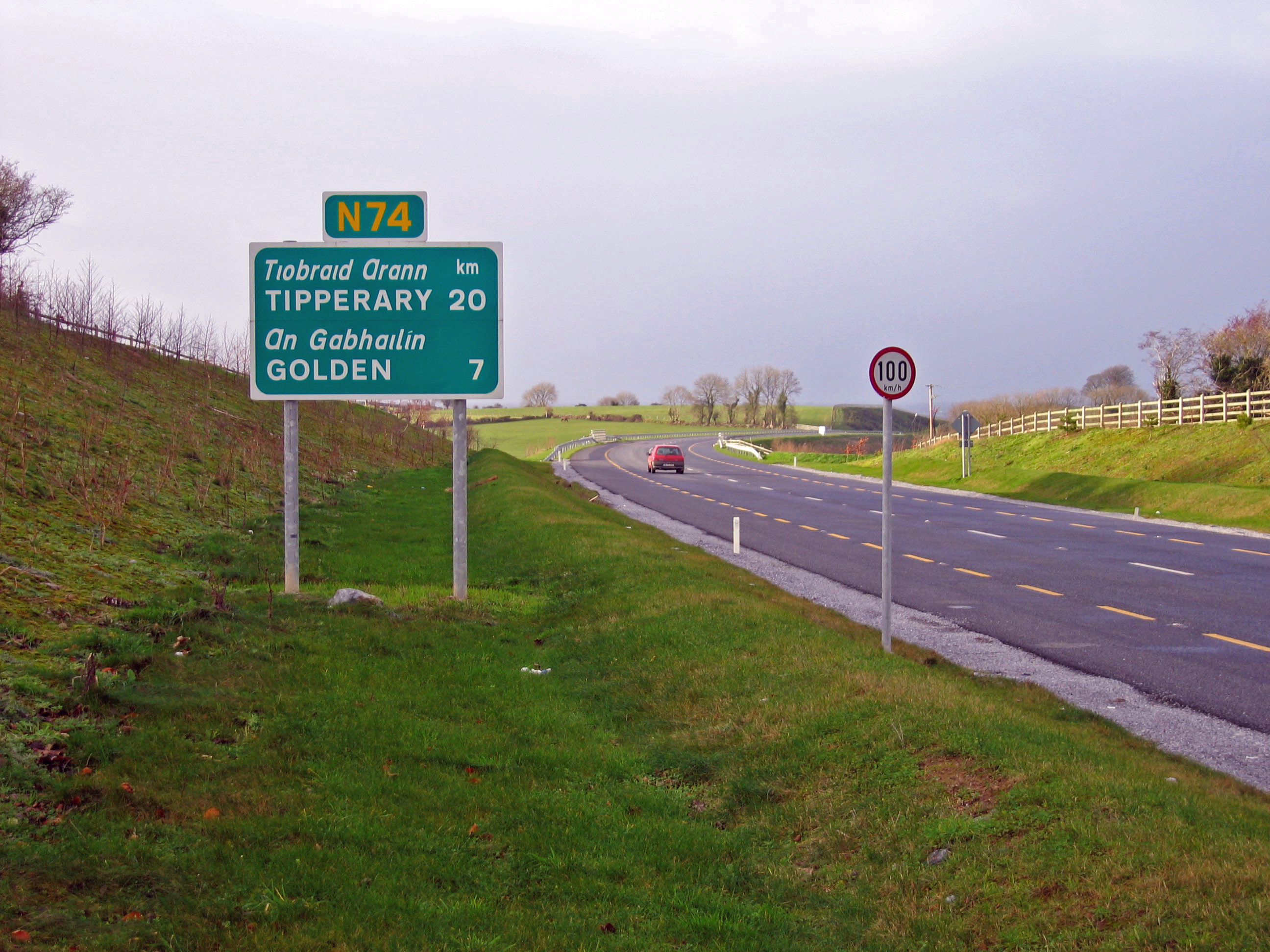
La N74 all'altezza di Cashel

La National Road 74 (N74) è una strada irlandese nazionale di livello secondario che collega Tipperary a Cashel, nella contea di Tipperary nel centro-sud della Repubblica d'Irlanda. La strada è lunga 74 km.
La strada passa attraverso importanti centri abitati quali Golden e Thomastown.
La strada è servita dalla linea di autobus locale 855..
Nel 2020 è stato varato per migliorare il manto stradale per un totale di 1.6 km dentro Tipperary.